# روز جهانی حیات وحش
روز جهانی حیات وحش (به انگلیسی: World Wildlife Day) در ۳ مارس برابر با ۱۲ اسفند هر سال توسط تمام کشورهای عضو سازمان ملل متحد و در جهت افزایش آگاهی از وضعیت گیاهان و جانوران وحشی جشن گرفته می‌شود.
در تاریخ ۲۰ دسامبر ۲۰۱۳ میلادی، مجمع عمومی سازمان ملل متحد در نشست ۶۸ خود، روز ۳ مارس را به عنوان روز جهانی حیات وحش تصویب کرد. در این روز معاهده چندجانبه سایتس برای حفاظت کردن از گونه‌های مختلف گیاهی و جانوری در معرض خطر به تصویب رسیده بود. انتخاب این روز به پیشنهاد تایلند صورت گرفت.

## شعارهای سال
سال ۲۰۱۸ میلادی: «گربه‌های بزرگ جثه: صیادان طبیعی در معرض تهدید»